# Хантер, Род
Ро́дерик «Род» Джордж Макли́н «Стрела» Ха́нтер (англ. Roderick "Rod" George McLean "The Arrow" Hunter; 24 августа 1943, Манитоба — 6 января 2018, Вайкинг, Альберта) — канадский кёрлингист.
В составе мужской сборной Канады двукратный чемпион мира. Двукратный чемпион Канады среди мужчин.
В «классическом» кёрлинге (команда из четырёх человек одного пола) играл на позиции третьего.
В 1974 был введён в Зал славы канадского кёрлинга, а в 1981 — в Зал спортивной славы Манитобы.

## Достижения
- Чемпионат мира по кёрлингу среди мужчин: золото (1970, 1971).
- Чемпионат Канады по кёрлингу среди мужчин: золото (1970, 1971).

- Команда «всех звёзд» (англ. All Star Team) мужского чемпионата Канады: 1971.

## Команды
| Сезон   | Четвёртый  | Третий     | Второй        | Первый      | Турниры           |
| ------- | ---------- | ---------- | ------------- | ----------- | ----------------- |
| 1969—70 | Дон Дугид  | Род Хантер | Джим Петтапис | Брайан Вуд  | ЧК 1970 · ЧМ 1970 |
| 1970—71 | Дон Дугид  | Род Хантер | Джим Петтапис | Брайан Вуд  | ЧК 1971 · ЧМ 1971 |
| 1972—73 | Danny Fink | Род Хантер | Джим Петтапис | John Hunter | ЧК 1973 (8 место) |
| 1974—75 | Род Хантер | Майк Райли | Doug Holmes   | Брайан Вуд  | ЧК 1975 (5 место) |

(скипы выделены полужирным шрифтом)